# Ca n'Arimon
Ca n'Arimon és una masia a l'oest del terme de Palau-solità i Plegamans (Vallès Occidental) inclosa a l'Inventari del Patrimoni Arquitectònic de Catalunya.

## Arquitectura
La masia es troba formada per un conjunt d'edificis i està envoltada d'una tanca i cossos auxiliars juxtaposats seguint el ritme del tancament. L'accés al camp es pot realitzar a través de dues portalades, ambdues d'arcs rebaixats i amb teuladetes a dues vessants de teula àrab. A partir d'aquestes portalades poden anar des del pati interior davant la façana principal al camp i a l'era i al paller, en aquest cas, un edifici aïllat respecte de la masia.
Dels dos edificis que conformen l'habitatge un d'ells, que sembla pertànyer a la primera masia, presenta una tipologia de planta rectangular, planta baixa i dos pisos, sense treballs de factura remarcables; la teulada és a un vessant cap a migdia i la de septentrió és a una altra vessant a un nivell més baix. L'altre edifici, de l'any 1855, té la teulada a dues vessants amb poca inclinació; la porta d'entrada és d'arc de mig punt de maó, igual que l'emmarcament de les finestres. Consta de planta baixa i primer pis. Té el carener perpendicular a la façana i es troben restes d'un rellotge de sol a nivell del primer pis.

## Història
Masia habitada sempre per la mateixa família, tot i que perd el nom dues vegades per l'existència de dues pubilles, que l'ha anat reformant i ampliant.
Fundada al 1429, si bé Ramon Arimon ja paga maridatge el 1427. L'any 1470 surt en un altre fogatge com Arimon; l'any 1497 com En Arimon; l'any 1515 com la casa den Arymon i l'any 1552 com el cap de casa Joan Arimon.